# دودلي نورث
دودلي نورث (بالإنجليزية: Sir Dudley North)‏ هو اقتصادي وسياسي بريطاني، ولد في 16 مايو 1641 في وستمنستر في المملكة المتحدة، وتوفي في 31 ديسمبر 1691 في لندن في المملكة المتحدة. انتخب عضو مجلس النواب في البرلمان البريطاني.

## روابط خارجية
- دودلي نورث على موقع الموسوعة البريطانية (الإنجليزية)